# 스리랑카의 불교

스리랑카의 불교 분포

기원전 3세기 아소카의 황자로 상좌부의 장로였던 마힌다(Mahinda)는 황명에 의하여 실론섬에 파견되어서 섬의 지배자를 귀의시키려고 아누라다푸라에 마하비하라를 건립하였다. 그의 누이동생 상가미타(Sangamitta)도 비구니가 되어 실론에 건너가 불교를 포교했다고 한다. 이것이 실론에 상좌부 불교가 전하여진 최초의 일이었는데 서력 기원전 1세기경에 바아다가마니아바야 왕이 무외산사(無畏山寺)를 건립함으로써 대사파(大寺派)와 대립하게 되고 뒤에 다시 기타림사파(祇陀林寺派)가 분리되어 실론의 불교는 3파가 정립하게 되었다. 5세기가 되면서 부다고사를 비롯한 고학자가 나타나서 교학의 기초가 튼튼해졌다. 보수적인 상좌부 불교의 대사파에 대하여 다른 부파의 비구들에게도 개방적이었던 무외산사파(無畏山寺派)는 한때 우세를 보였으나 11세기 이후에는 이민족이 침입하고 불교가 쇠퇴하자 역대 왕은 불교부흥정책을 취했는데 특히 13세기에 파라크라마바후 대왕은 대사파(大寺派) 부흥에 힘써 상좌부 불교가 다시 성행하게 되었다.

## 같이 보기
- 부파불교